# International Studies Association
Die International Studies Association (ISA) ist eine wissenschaftliche Fachvereinigung für den Forschungsbereich Internationale Beziehungen. Sie wurde 1959 gegründet und hat weltweit über 7.000 Mitglieder. Der ISA-Hauptsitz befindet sich an der University of Connecticut in Storrs. Die Vereinigung gibt sechs Zeitschriften heraus und sponsert eine siebte. ISA-Präsidentin 2023/24 ist Laura J. Shepherd. Ein Mal jährlich, im März oder April, findet die mehrtägige Tagung der ISA an einem wechselnden Ort in den Vereinigten Staaten statt.